# The Art of Elegance
The Art of Elegance è il sesto album e il quinto album in studio dell'attrice e cantante Kristin Chenoweth.
Nella primavera del 2016, Chenoweth ha annunciato via Twitter che stava lavorando a un nuovo album in studio, che sarebbe stato pubblicato nella primavera del 2017. Tuttavia, la data di uscita è stata anticipata e, a metà agosto, Chenoweth ha annunciato tramite i social media che sarebbe stato pubblicato il 23 settembre 2016. La settimana seguente annunciò il titolo e poco dopo pubblicò la foto di copertina.
Chenoweth rivelò che la registrazione sarebbe stata di cover selezionate dal Great American Songbook, e pubblicò il primo singolo, "The Very Thought of You" il 19 agosto. A second single, "Smile" was released on September 9. Un secondo singolo, "Smile" è stato pubblicato il 9 settembre.
Questo album segna anche il secondo album a tema Great American Songbook di Chenoweth. Il suo primo è stato il suo album di debutto nel 2001 Let Yourself Go, che presentava principalmente canzoni classiche degli anni '40.

## Tracce
1. Someone to Watch Over Me – 4:05
2. I've Got a Crush on You – 2:55
3. Let's Fall in Love – 3:09
4. Bewitched, Bothered and Bewildered – 4:59
5. Zing! Went the Strings of My Heart – 3:23
6. The Very Thought of You – 4:23
7. They Can't Take That Away from Me – 3:05
8. A House Is Not a Home – 4:05
9. I Get Along Without You Very Well – 4:27
10. Skylark – 4:43
11. I'm a Fool to Want You – 5:38
12. Smile – 3:03
13. You're My Saving Grace... – 2:54